# Бобарешти (Алба)
Бобарешти (рум. Bobărești) насеље је у Румунији у округу Алба у општини Видра. Oпштина се налази на надморској висини од 603 m.

## Становништво
Према подацима из 2002. године у насељу је живело 69 становника, од којих су сви румунске националности.